# Marche (escalier)
Pour les articles homonymes, voir Marche.

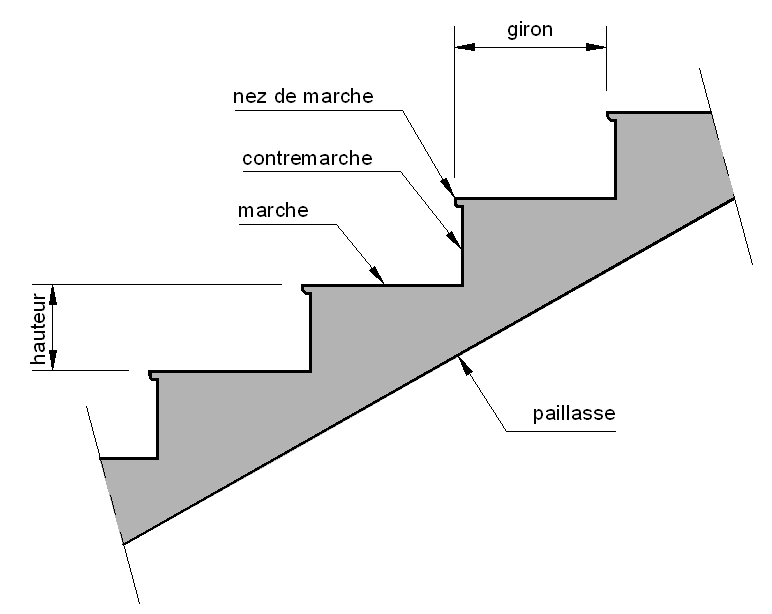
Terminologie de l'escalier.

Une marche est la partie d'un escalier sur laquelle on pose le pied pour monter ou descendre. 
Le degré est un escalier au développement limité (généralement réduit à quelques marches), rachetant la hauteur d'une terrasse, d'un soubassement. Par métonymie, les degrés désignent les marches de ce type d'escalier.
Le devant de la marche est la contremarche, dont la dimension verticale donne la « hauteur de marche ». La profondeur de la marche, mesurée horizontalement entre deux nez de marche, se nomme le « giron, ». La largeur (plus grande dimension) de la marche et/ou de sa contremarche est appelée « emmarchement ».
Pour exprimer la longueur (mesurée horizontalement) d'une ou plusieurs volées de marches, on parle d'« emprise ».
Sur le Niesen, sommet des Alpes bernoises en Suisse, culminant à 2 362 mètres d'altitude, se trouve le plus long escalier du monde avec 11 674 marches.

## Dimensionnement

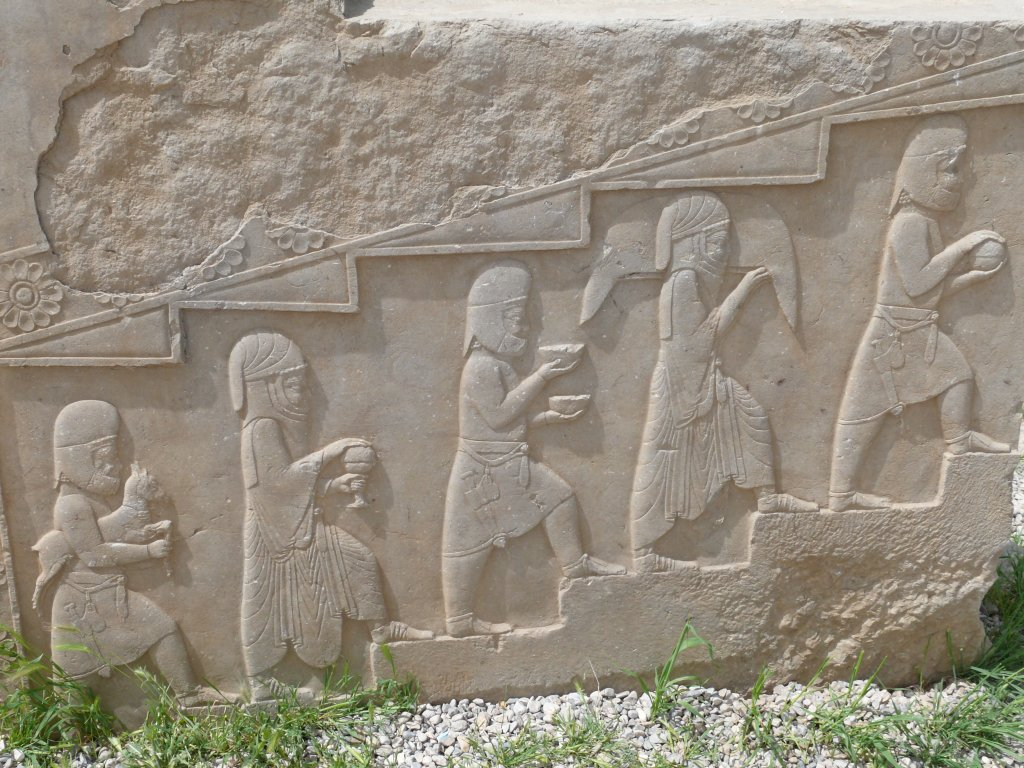
Illustration du fonctionnement du concept de marches d'un escalier perse, parcourues par trois personnes ceinturées et outillées et deux personnes non ceinturées

En 1675, François Blondel se penche sur la question du calcul d'un escalier dans son Cours d'architecture enseigné à l'Académie royale d'architecture. Il mesure le pas (au sens de distance franchie par le pied lors d'une marche normale sur un plan horizontal) et constate qu'« à chaque fois qu'on s'élève d'un pouce, la valeur de la partie horizontale se trouve réduite de deux pouces et que la somme de la hauteur doublée de la marche et de son giron doit demeurer constante et être de deux pieds ».
Autrement dit, la formule de Blondel s'exprime ainsi : {\displaystyle M=2h+g}, où {\displaystyle M} est le module (ou le pas) et vaut environ 2 pieds (64,8 cm), {\displaystyle h} la hauteur de la marche, et {\displaystyle g} son giron (distance entre deux nez de marche consécutifs mesurée sur la ligne de foulée),. En France aujourd'hui, le module est pris entre 60 et 64 cm (parfois 59 et 65 cm[réf. nécessaire]).
L'idée directrice est que l'effort fait par la personne qui monte soit constant, malgré les variations de la hauteur montée effectivement par rapport au déplacement horizontal selon l'endroit où on se situe dans l'escalier, montée plus forte dans les coudes (cette personne est positionnée avec la main sur la rampe).
La réglementation française dispose que les marches courantes ont 17 cm de hauteur[réf. nécessaire], mais ne doivent plus excéder 16 cm pour les lieux accueillant du public et 28 cm de giron minimum (France : décrets no 2006-1657 et 1658 arrêté du 15 janvier 2007) : le pas usuel est de 63 cm (la place et par suite l'importance accordée à l'escalier est moindre qu'au XVIIe siècle), la pente de ces marches est de 30° environ. Cette valeur standard est à considérer comme base de calcul, tout est question de l'effet final donné à l'escalier : escarpé, ou au contraire « agréable » ou encore à accessibilité maximum pour le public.

## Vocabulaire

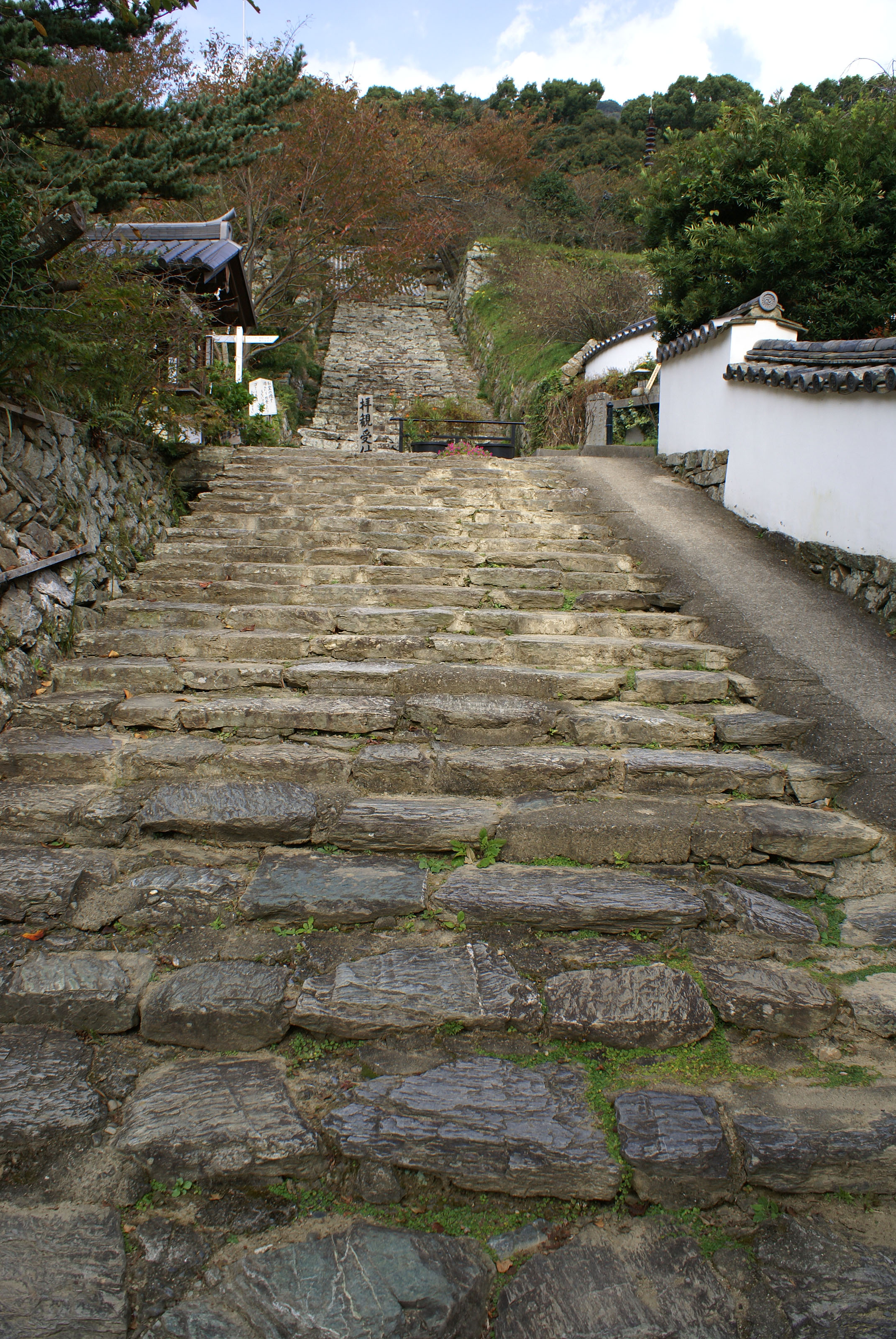
Marches d'un escalier, Chōhō-ji, Kainan, préfecture de Wakayama, Japon.

- Arase : moellons plus ou moins épais qu'on place dans les inégalités d'un cours d'assises ou d'un mur en moellons pour rendre la surface du dessus de niveau. C'est aussi un rang de moellons qu'on maçonne avant de poser des dalles, un seuil, une marche, et qui tient lieu de massif[M 1].
- Balèvre : excédent du parement d'une pierre sur celui des pierres adjacentes dans le parement d'un mur de la douelle d'une voûte ou sur le dessus des dalles et marches d'un perron, le dallage d'un vestibule, d'un couloir, etc. La suppression de ces inégalités se nomme « taille de balèvre » pour tout ce qui est dallage et marche et généralement pour toutes pierres posées horizontalement. La taille faite sur les assises des murs des voûtes, etc., se nomme « ragrément[M 2] ».
- Collet : c'est la partie la plus étroite d'une marche tournante dans un escalier. C'est aussi un petit solin qu'on fait en plâtre pour boucher le joint qui est formé par le dessus d'une marche d'escalier et par le dessous de celle supérieure, ainsi que le solin à l'about des marches côté du limon[M 3],[M 4].
- Contre-marche : planche formant la hauteur de la marche d'un escalier et qui est assemblée à rainure et languette sur le devant de celle-ci[M 5].
- Délardement : coupe en diagonale qu'on fait au parement de dessous des marches d'un escalier pour former l'intrados ou la coquille. On dit marche délardée. Délardement est synonyme de débittardement[M 6]
- Escalier : assemblage de marches ou degrés, de limons droits et rampants, qui sert à communiquer des parties inférieures aux supérieures d'un bâtiment.
- Escalier circulaire : escalier dont les limons sont cintrés et toutes les marches triangulaires[C 1].
- Faux limons : nom des limons qui sont placés au droit des baies ou le long des murs pour recevoir le second bout des marches[C 2].
- Giron : largeur de la marche d'un escalier sur laquelle on pose le pied[M 7].
- Hauteur de marche.
- Limon : pièce de bois rampante qui termine et porte l'extrémité des marches d'un escalier du côté de son jour, et sur laquelle se pose la rampe en fer qui sert d'appui.
- Limon crosse : limon qui porte une partie courbe à une de ses extrémités et qui s'assemble avec le quartier tournant[C 3].
- Marche :
  - marche-pied : assemblage de plusieurs marches dans deux montants ou limons sur lesquelles on monte pour s'élever. Marche-pied désigne aussi la marche la plus élevée de l'estrade, d'un lit, d'un trône, d'un autel, d'un confessionnal ;
  - marche carrée ou marche droite : marche renfermée entre deux lignes droites ou parallèles[M 8] ;
  - marche dansante ou marche gironnée : marche d'angle et celle qui la précède, et qui portent toutes deux plus de largeur d'un bout que de l'autre[M 8] ;
  - marche chanfreinée : marche dont le devant est taillé en chanfrein pour en augmenter le giron. Ce chanfrein se pratique aux marches de descente de cave et autres souterrains[M 8] ;
  - marche pleine : marche qui n'est pas chanlattée ou délardée dessous[M 8] ;
  - marche délardée : marche dont le dessous est scié ou taillé en chanfrein[M 8] ;
  - marche palière : dernière marche d'un étage, et qui fait le bord du palier et le dessous de la première marche de la révolution suivante[M 8].
- Nez de marche : il s'agit du bord d'une marche, l'endroit où l'on pose notre pied en premier. Dans l'accessibilité, on appelle nez de marche l'équipement qui habille le bord d'une marche. C'est un équipement qui fait partie intégrante de l'accessibilité pour les personnes à mobilité réduite au sein des établissements recevant du public.
- Palier : dans un escalier la partie pleine et unie sans marche qu'on pratique ordinairement au niveau de chaque étage et à l'extrémité de chaque rampe pour se reposer ou pour donner une entrée aux logements de ces étages[M 9].
- Parement : se dit à l'égard de la pierre de toutes surfaces apparentes et travaillées. Pour une assise ou un parpaing, le parement est la face verticale et pour une tablette, une dalle ou une marche, le parement est la surface horizontale[M 10].
- Quart de rond : moulure qu'on pousse sur le devant des marches et sur les arêtes des limons d'un escalier[C 4].
- Quartier tournant : dans un escalier, la partie du limon qui est cintrée en plan, ainsi que les marches qui y sont assemblées[C 4].
- Queue : dans une marche tournante, de la partie la plus large du giron. Se dit dans une marche tournante de la partie la plus large du giron[M 11].
- Raboteur : anciennement, ouvrier qui finit les marches et limons des escaliers et qui pousse les moulures[M 12].
- Rampe : dans un escalier, une suite de marches d'un palier à un autre, soit en ligne droite, soit en ligne courbe. On dit aussi révolution[C 4].
- Sabot : marche palière. La partie en saillie qui est prise dans la masse du bois ou qui y est rapportée et qui, faisant partie de la courbure de l'échiffre, reçoit aussi l'assemblage des deux limons[M 13].
- Seuil : pierre qu'on met au bas de la baie d'une porte entre ses embrasements. Si elle est en saillie du mur et plus élevée que le sol, elle prend le nom de « marche », qu'elle soit seule ou qu'il y en ait deux l'une sur l'autre[M 14].
- Vomitoire : petits degrés ou marches, taillés dans l'épaisseur du cordon ou des murs en gradins au pourtour d'un bassin pour y descendre[M 15].